# Alan Rayner
Alan Rayner (nacido en 1950) es un biólogo, ecologista, artista y educador británico. Se le considera uno de los pioneros de la filosofía de la inclusión natural.

## Biografía
Nació en Nairobi, Kenia. Es el menor de dos hermanos. Su madre se desempeñó como vicealcaldesa de la capital de Nigeria y su padre fue fitopatólogo en el ámbito de la roya y otras enfermedades del café. Alan recibió poca escolarización, pero con la ayuda de su hermana obtuvo buenas bases de lectura, escritura y aritmética. 
La familia se mudó a Londres en 1958, en donde obtuvo títulos de licenciatura y doctorado en Ciencias Naturales en el King's College de Cambridge. Llegó a ser profesor de biología en la Universidad de Bath entre los años 1985 y 2011. 
Fue presidente de la Sociedad Micológica Británica en 1998. Ha sido BP Venture Research Fellow y profesor visitante en la Universidad de California, Berkeley . 
Desde 2010 es miembro de la Royal Society of Arts.
Rayner ha publicado más de 160 artículos académicos, siete textos académicos, tres libros y ha producido un sinnúmero de obras artísticas.
En 2001, Rayner presentó "El lenguaje del agua", un evento que combinó material científico y perpectivas artísticas, lo que dio lugar a la serie Water Story de BBC Radio 4. 
Desde el año 2001, Rayner ha participado activamente en el desarrollo de su concepto de "inclusión natural", un enfoque filosófico de la sostenibilidad .  
Él mismo la define: "La conciencia inclusiva natural de la vitalidad de lo intangible permite desarrollar comprensiones más amplias y fluidas que fomentan formas de vida más compasivas, sostenibles y creativas".
El camino para comenzar a resucitar y cultivar una nueva normalidad de comunidad cocreativa a partir de los restos de la vieja normalidad de la tiranía cultural.
En 2006 y 2007, presentó "Unhooked Thinking" parte I, II y III que examinó varios aspectos de la adicción. El postulado inicial de esta conferencia fue animar a aceptar que nuestra existencia se trata de satisfacer deseos incompatibles de libertad absoluta y seguridad absoluta. Plantea que podemos apegarnos profundamente a ideas y objetos de una manera que nos excluye de la influencia del amor en nuestra vida.
Tiene dos hijas con su esposa Marion. 

## Obras
- Degrees of Freedom: Linving in Dynamic Boudries (1997)
- NaturesScope (2016)
- The origin of Natural patterns: In the Natural Inclusion of Space in Flux (2017)